# 昼熊
昼熊（ひるくま）は、日本のライトノベル作家。

## 概要
ラノベニュースオンラインのインタビューによれば、大阪生まれの大阪育ち。
2012年より小説投稿サイト「小説家になろう」で活動を開始。2014年開催の第2回オーバーラップWEB小説大賞にノミネートした『独りが好きな回復職』が、出版対象となる上位入賞は逃したものの最終選考に残った10作品からのweb投票で1位となり「読者賞」を受賞。
2016年8月1日に小説家になろうに投稿していた『自動販売機に生まれ変わった俺は迷宮を彷徨う』が角川スニーカー文庫より書籍化され、商業デビューを果たす。さらに同年、『自分が異世界に転移するなら』で第4回ネット小説大賞を受賞（この回は計46作品が同時受賞）。本作は宝島社から2016年12月9日に刊行された。
オリジナル作品に加えて、暁なつめ原作『この素晴らしい世界に祝福を!』の公式スピンオフ作品の執筆も担当している。
ネット投稿小説は、商業化された後に刊行が打ち切られると未完のまま終了するケースも多いが、昼熊は商業版の刊行が中断した場合でも、Web上ではきちんと物語の完結まで執筆している。

## 著作
※商業化された作品のみ記載。刊行停止後に「小説家になろう」で続編が公開されている作品には「★」を付記。

### オリジナル作品
- 自動販売機に生まれ変わった俺は迷宮を彷徨う （イラスト：加藤いつわ、全3巻、角川スニーカー文庫）
  - 【新装版】自動販売機に生まれ変わった俺は迷宮を彷徨う（イラスト：憂姫はぐれ、既刊4巻、角川スニーカー文庫）
- 自分が異世界に転移するなら（イラスト：新堂アラタ、全1巻、宝島社）★
- いらないスキル買い取ります（イラスト：しのとうこ、全2巻、オーバーラップノベルス）★
- 村づくりゲームのNPCが生身の人間としか思えない（イラスト：海鼠、全3巻、KADOKAWA）★

### 漫画原作
- 異世界コンビニNEWDAYS（作画：キキ、全1巻、ガンガンコミックスUP!）
- 村づくりゲームのNPCが生身の人間としか思えない（作画：森田和彦、全6巻、角川コミックス・エース）★
- 自動販売機に生まれ変わった俺は迷宮を彷徨う（作画：九二枝、既刊2巻、電撃コミックスNEXT）
- いらないスキル買い取ります（作画：古林けやき、既刊2巻、ガルドコミックス）
- サラリーマンの不死戯なダンジョン（作画：Tuesday（FANFAN COMIC）、構成：平石六、全3巻、マンガUP!）★

### 『この素晴らしい世界に祝福を!』関連作品（公式スピンオフ）
- この素晴らしい世界に祝福を!エクストラ あの愚か者にも脚光を（原作：暁なつめ、イラスト：憂姫はぐれ、全7巻、角川スニーカー文庫）
  - この素晴らしい世界に祝福を!エクストラ あの愚か者にも脚光を（原作：暁なつめ、漫画：豚たま子、全2巻、角川コミックス・エース） - ストーリー原案表記
- この素晴らしい世界に祝福を! ファンタスティックデイズ（原作：暁なつめ、イラスト：三嶋くろね、全1巻、角川スニーカー文庫）